# Drepanocladus andinus
Drepanocladus andinus är en bladmossart som beskrevs av Brotherus och Jean Édouard Gabriel Narcisse Paris 1909. Drepanocladus andinus ingår i släktet krokmossor, och familjen Amblystegiaceae. Inga underarter finns listade i Catalogue of Life.